# Wilhelm Josef Sinsteden

Wilhelm Josef Sinsteden

Wilhelm Josef Sinsteden (auch Josef Sinsteden; * 6. Mai 1803 in Kleve; † 12. November 1891 in Xanten) war ein deutscher Mediziner und Physiker. Er gilt als Erfinder des Bleiakkumulators.

## Herkunft
Seine Eltern waren Michael Franz Severin Sinsteden (1756–1849) aus Traar bei Krefeld und dessen Ehefrau Katharina Nolten (1772–1857). Sein Vater war Geheimsekretär des Malteserordens auf Malta, preußischer Diplomat sowie Kreisdirektor des Kreises Kleve. Im Jahr 1804 kaufte er Gut Graefenthal. Wilhelm Josef Sinsteden war das dritte von acht Kindern.

## Leben
Er wurde zunächst zuhause unterrichtet und kam 1811 auf das Gymnasium in Köln, wurde aber ab 1812 wieder privat unterrichtet. Er besuchte ab 1815 das Kollegium, von 1819 an das Königliche Gymnasium in Kleve. 1823 ging er nach Berlin und studierte am Medicinisch-chirurgischen Friedrich-Wilhelm-Institut und diente dann an 1827 als Unterchirurg an der Charité. Er ging 1828 in den Militärdienst als Compagniechirurg. Im gleichen Jahr erhielt er die Doktorwürde an der Berliner Universität mit der Dissertation „rationem gravitatem inter et vim vitalem“ ("Das Verhältnis zwischen der Schwerkraft und der Lebenskraft"). Er wurde 1832 Pensionärarzt am Friedrich-Wilhelm-Institut, 1836 Stabsarzt ebenda, 1839 als Regimentsarzt nach Pasewalk versetzt und machte als solcher den ersten deutsch-dänischen Krieg in den Jahren 1848–49 mit. 1871 nahm er seinen Abschied mit dem Charakter als Generalarzt, lebte zunächst in Pasewalk und siedelte 1878 nach Xanten am Rhein über.
Neben seiner militärärztlichen Berufstätigkeit arbeitete Wilhelm Josef Sinsteden an naturwissenschaftlichen Themen. Bekanntheit erlangte er vor allem durch seine elektrophysikalischen Untersuchungen und als Verfasser physikalischer Abhandlungen auf den Gebieten der Optik und der Elektrizitätslehre. Er konstruierte Induktoren, Unterbrecher und einen der ersten Elektromotoren. Bei Versuchen zur Strommessung bemerkte er an den Bleielektroden in der verdünnten Schwefelsäure an der negativen Elektrode eine Auflockerung des Bleis und an der positiven einen Überzug aus Bleioxid. 1854 entwickelte Sinsteden den Blei-Säure-Akkumulator, mit dem er Funken erzeugen und Drähte schmelzen konnte. Das Funktionsprinzip wurde fünf Jahre später durch Gaston Raimond Planté zur noch heute genutzten Konstruktion weiterentwickelt. Sinsteden verstarb 1891 in Xanten. Beerdigt wurde er in Asperden, wo seine Nachkommen ihm ein Grabmal gesetzt haben.

## Familie
Er heiratete 1839 die Berlinerin Cäcilie Weiß (1815–1893). Das Paar hatte zwei Söhne sowie die Tochter Maria Katharina Agatha Wilhelmine (1850–1885) die später den Gutsbesitzer Maximilian Heinrich Joseph Sinsteden (1851–1933) heiratete.